# Économie des comics
Les comics, bien qu'étant une forme artistique, se sont dès leur origine inséré dans un modèle économique. L'économie des comics met en présence plusieurs acteurs (auteurs, éditeurs, distributeurs et vendeurs) et se présente sous plusieurs aspects (le circuit de production, les coûts et recettes, les liens avec d'autres domaines de la culture, etc.) qui varient selon le support. En effet, alors que la bande dessinée américaine se développe d'abord avec les comic strips dès la fin du XIXe siècle, elle prend un nouvel essor à partir de la fin des années 1930, lorsque les comic books apparaissent. À chaque fois, la place des auteurs, la production et la diffusion des séries subit les contraintes du media. Dans le premier cas, la publication est quotidienne, touche des millions de personnes - adultes le plus souvent - et l'auteur est mis en avant. Dans le second, la publication est mensuelle, voire bimestrielle,  touche surtout des enfants et l'auteur est le plus souvent interchangeable et n'a aucun droit d'auteur. À la fin des années 1950, apparaissent les comics underground qui au contraire sont créés par des artistes qui affirment leurs droits sur leurs œuvres. Ces comics sont diffusés hors du système de diffusion habituel et confortent ainsi leur liberté d'expression et leur refus du système économique dominant. Enfin les comics indépendants et alternatifs, héritiers de l'underground mais aussi, par certains côtés des comics mainstream proposent à leur tour un modèle économique original. 

## Circuit de production

### Auteurs

#### Comic strips

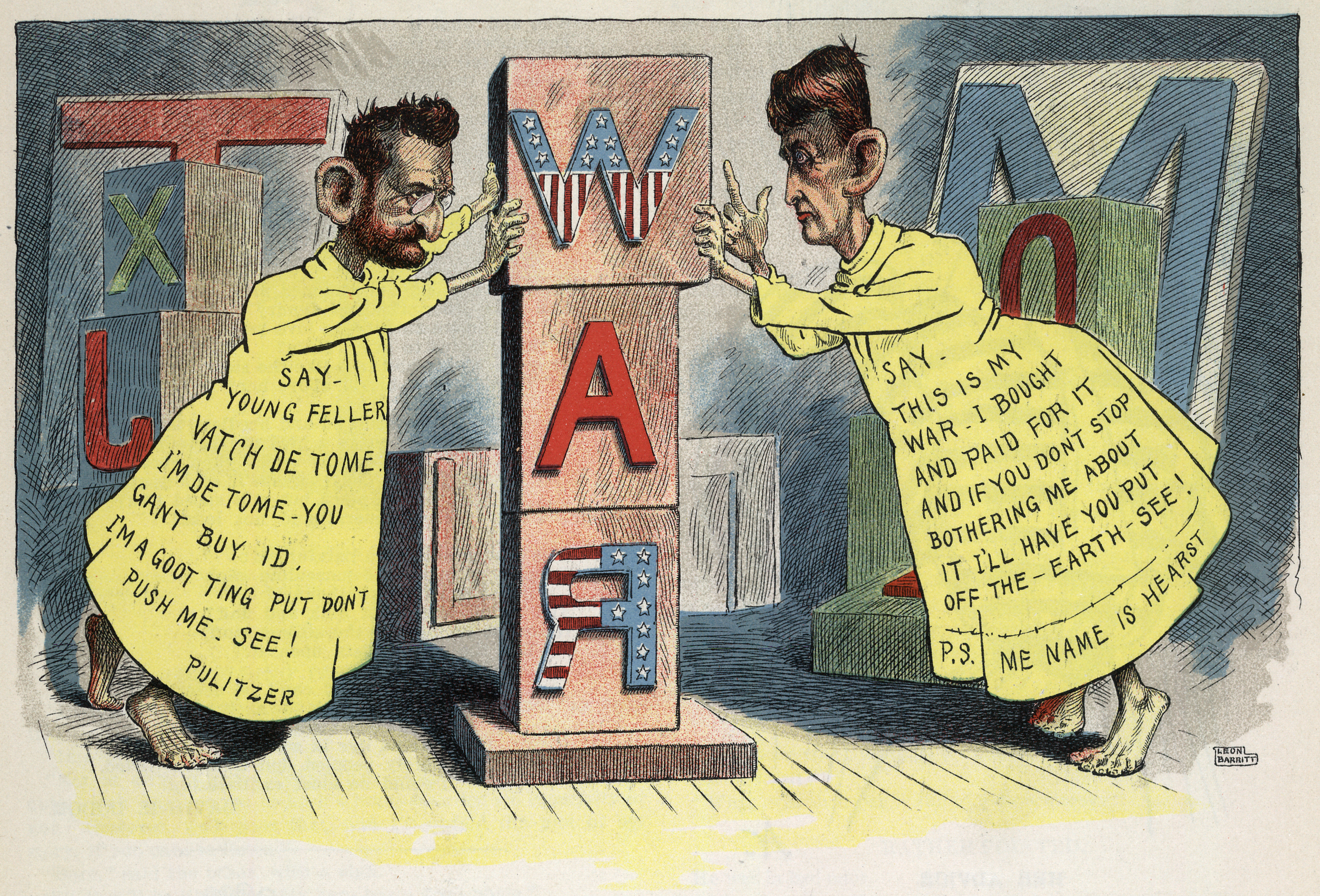
Caricature de Hearst et Pulitzer déguisés en Yellow Kid

Les comic strips apparaissent à la fin du XIXe siècle et cette longue période a vu de nombreuses évolutions dans la création et la diffusion des strips. Les premiers auteurs sont engagés directement par les patrons de journaux. Entre les deux magnats de la presse américaine William Randolph Hearst et Joseph Pulitzer la concurrence est rude et ils n'hésitent pas à débaucher les auteurs à succès de chez leur concurrent. Ainsi, en 1896 Richard Felton Outcault, le créateur de The Yellow Kid, qui travaillait pour Pulitzer est engagé par Hearst et en 1912 Rudolph Dirks, créateur de  Pim Pam Poum, passe de Hearst à Pulitzer. Ceci entraîne des procès qui à chaque fois se concluent par une division du droit d'auteur. Le strip appartient à l'éditeur mais le personnage appartient à l'auteur qui peut le réutiliser mais en le renommant. Les auteurs sont donc reconnus par la justice mais aussi par les éditeurs. En 1910, Harry Hershfield crée Desperate Desmond et en 1914 Abie the Agent pour le New York Morning Journal de Hearst. Il entre en conflit avec le rédacteur en chef du journal qui retire les signatures des auteurs de strips pour limiter leurs demandes de hausse de salaire. Hershfield s'en plaint à Hearst qui ordonne la présence de la signature. À partir de ce moment, la présence des crédits d'auteur devient la norme.

#### Comic books grand public

##### Les ateliers
Les premiers comic books étaient constitués exclusivement de réimpressions de comic strips. Les éditeurs n'avaient donc pas à chercher des artistes pour créer de nouvelles séries. Cependant, cela ne dure pas car il n'y a bientôt plus assez de strips pour tous les comic books. Aussi, les sociétés d'édition cherchent des histoires inédites pour remplir leurs magazines. Se développe alors le système des ateliers. Des sociétés, surnommées sweatshop, font travailler des scénaristes et des dessinateurs et proposent aux éditeurs de comics des contenus complets. Le premier à fonder un atelier est Harry Chesler en 1935 ou 1936. Il produit d'abord des séries pour National Allied Publishing, qui deviendra DC Comics quelques années plus tard, et MLJ. Bientôt, le nombre de ses clients augmente et il arrive à produire 300 comics par mois en faisant travailler une quarantaine d'auteurs. Pour cela, la production est divisée et les planches sont transmises de l'un à l'autre des artistes dès que la tâche (écriture, dessin, lettrage, etc.) est achevée. Personne ne s'occupe de la mise en couleur à l'époque car ce sont les imprimeurs, lors de la gravure, qui s'en chargeaient. Même si le système des ateliers domine largement, les éditeurs engagent parfois directement des auteurs. Ainsi, DC Comics recrute Jerry Siegel et Joe Shuster, les créateurs de Superman et Bob Kane cocréateur de Batman, chez Quality Comics on trouve Jack Cole pour Plastic Man et Will Eisner pour The Spirit.

##### Artistes maisons ou indépendants

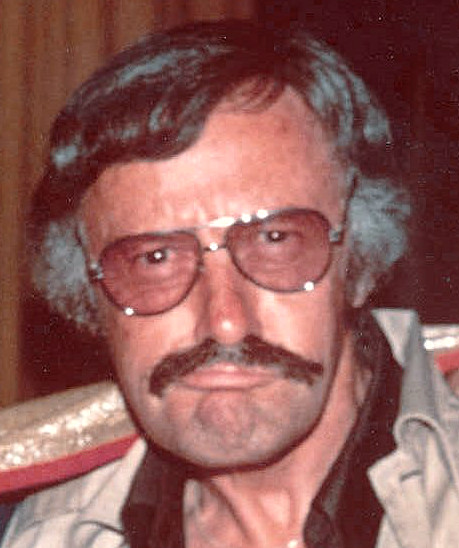
Stan Lee, responsable éditorial de Timely, renommé plus tard en Marvel Comics.

Le système des ateliers est dominant jusqu'au début des années 1950. Cette période voit les éditeurs engager directement les scénaristes et dessinateurs. Ceux-ci ont deux statuts possibles. Le plus souvent, ils sont indépendants, peuvent travailler pour différentes maisons d'édition en même temps. Les éditeurs leurs confient un certain nombre de pages à scénariser ou dessiner et les paient une fois que cela est fait. Comme c'est une commande, les auteurs abandonnent tous leurs droits d'auteurs : le système est appelé work for hire. L'autre possibilité est de signer un contrat d'exclusivité avec un éditeur. Seuls les auteurs les plus importants ont droit à ce traitement qui leur assure une paie régulière plus élevée que celle de leurs confrères. Les sociétés sont elles sûres de garder leurs auteurs vedettes dont les noms, et leurs créations, attirent les lecteurs. La politique des maisons d'édition peut varier. Ainsi, Timely Comics après-guerre sous la direction artistique de Stan Lee salarie tous ses artistes. Mais en 1949, Martin Goodman, le propriétaire de Timely, décide de tous les licencier et de ne travailler qu'avec des indépendants.

##### Évolution des salaires
Les salaires des auteurs de comics ont beaucoup varié dans l'histoire selon la façon dont ils étaient considérés, s'ils gardaient leurs droits d'auteurs et s'ils pouvaient compter sur des gains grâce à l'exploitation dans d'autres médias de leurs œuvres. Á l'origine, les auteurs qui travaillaient dans les ateliers comme celui de Harry Chesler pouvaient gagner 20 $ pour 4 ou 5 planches. Á la même époque les quelques auteurs qui étaient directement engagés par les éditeurs étaient beaucoup mieux payés et leurs noms étaient présent sur leurs créations et utilisés pour attirer les lecteurs, même si parfois ils déléguaient tout ou partie du travail à des assistants qui eux n'étaient pas nommés. Jerry Siegel et Joe Shuster gagnent en 1942 63.776,46$ (
998 000$ ajusté) quand le salaire moyen d'un employé de DC Comics atteignait 1.880$.

##### Rôle des éditeurs

###### Des éditeurs scénaristes

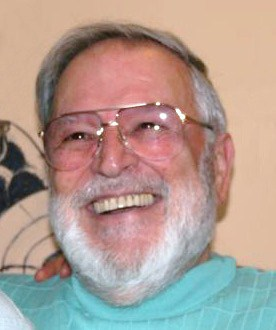
John Romita Sr. directeur artistique de Marvel des années 1970 à 1987.

Si le processus créatif est divisé entre plusieurs personnes, l'administration des maisons d'édition fait de même. Une des personnes qui influence le plus la production des séries est l'éditeur. Celui-ci, surtout des années 1940 à 1970, décide de ce qu'il veut dans le comics. Certains éditeurs donnent les idées de scénario que l'auteur doit ensuite écrire. C'est le cas chez DC Comics avec des personnalités comme Julius Schwartz, Mort Weisinger et Jack Schiff mais aussi chez Archie Comics où l'éditeur John L. Goldwater est, au moins en partie, le créateur du personnage d'Archie Andrews. Chez Timely, les rôles de scénaristes et d'éditeurs sont quasiment confondus puisque Stan Lee confond les deux rôles sur la plupart des titres. Alors que le nom des auteurs n'apparaît pas sur la couverture des comics, celui de ces rédacteurs en chef est présent dès 1959, marquant ainsi l'importance qu'ils ont sur le contenu du comics.  

###### Style maisons
Cette prépondérance du rôle des éditeurs va de pair avec l'instauration d'un «style maison». Dans les années 1950, les ateliers perdent de leur importance ; les sociétés d'édition préfèrent traiter directement, que ce soit par un contrat d'exclusivité ou en indépendants, avec les créateurs. Les éditeurs demandent aux mêmes dessinateurs et scénaristes de leurs fournir des planches. En imposant à ceux-ci le contenu qu'ils veulent voir publier, les éditeurs créent un style maison que les dessinateurs doivent suivre. Chez DC Comics, dans les années 1960, Gil Kane sert de modèle  alors que chez Marvel, Jack Kirby est le maître étalon. Ce style propre à chaque maison s'impose d'autant plus qu'est créé le poste de directeur artistique. Chez Marvel, John Romita Sr., auteur du guide How To Draw Comics The Marvel Way est chargé de corriger les planches des dessinateurs pour qu'elles rentrent dans le moule. Pour que le lecteur reconnaisse immédiatement la maison d'édition grâce au dessin de couverture, John Romita Sr. s'occupe aussi de préparer les croquis de ceux-ci, tout comme Carmine Infantino le fait chez DC Comics.

#### Underground et indépendants

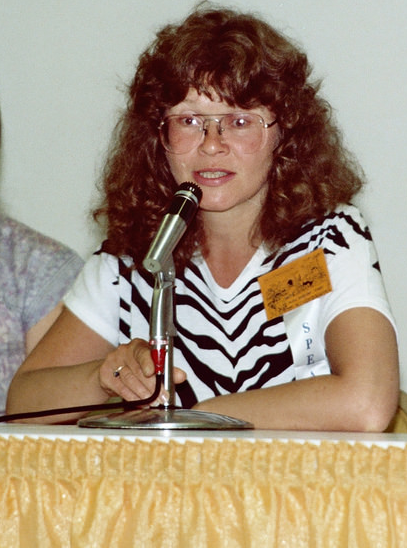
Trina Robbins, une autrice underground

Dans les années 1920 paraissent des bandes dessinées érotiques, les bibles de Tijuana, qui se moquent des personnages de comic strips, des acteurs et actrices et des personnalités connues de toute sorte. Leur contenu pornographique, leur violation des copyrights font qu'elles sont vendues sous le manteau et que leurs auteurs restent anonymes.  À partir de la fin des années 1950, d'autres auteurs produisent des bandes dessinées aussi subversives mais cette fois l'aspect sexuel se double d'une critique violente de la société américaine. Ces nouvelles séries sont appelées comics underground et prennent le contre-pied du système classique des comics. Alors que les auteurs des bibles de Tijuana ne  signent pas leurs œuvres et que dans les comic books, ils sont obligés d'abandonner tous leurs droits, les auteurs underground s'affirment comme propriétaire de leurs créations et décident non seulement des aspects esthétiques mais aussi des économiques.  Ils s'attachent à garder la totale propriété intellectuelle sur leurs œuvres. Cependant, le fait qu'ils ne fassent pas partie du système de distribution classique les expose à être spoliés de leurs droits. Ce peut être léger comme lors de la publication en couleur dans le magazine Esquire de plusieurs cases d'un comics de Gilbert Shelton alors que celui-ci avait choisi le noir et blanc. Cependant, il n'est pas rare que les copies des dessins se fassent sans autorisation et n'apportent aucune rémunération aux auteurs. Ainsi le dessin Keep on trucking de Robert Crumb est utilisé pour des tee-shirts dont les ventes importantes ne rapportent rien à l'auteur. Ces atteintes à la propriété intellectuelle poussent plusieurs auteurs à inscrire clairement l'interdiction de copie sans l'autorisation expresse du créateur. Ainsi, Crumb appose-t-il un copyright sur toutes ses séries et les auteurs édités par Krupp Comic Work laissent cette société gérer les droits d'auteur. Cela conduit aussi certains à s'unir dans une sorte de syndicat chargé de les protéger, l'United Cartoon Workers of America, que rejoignent notamment Crumb, Justin Green, Art Spiegelman et Spain Rodriguez.

### Mise en couleur

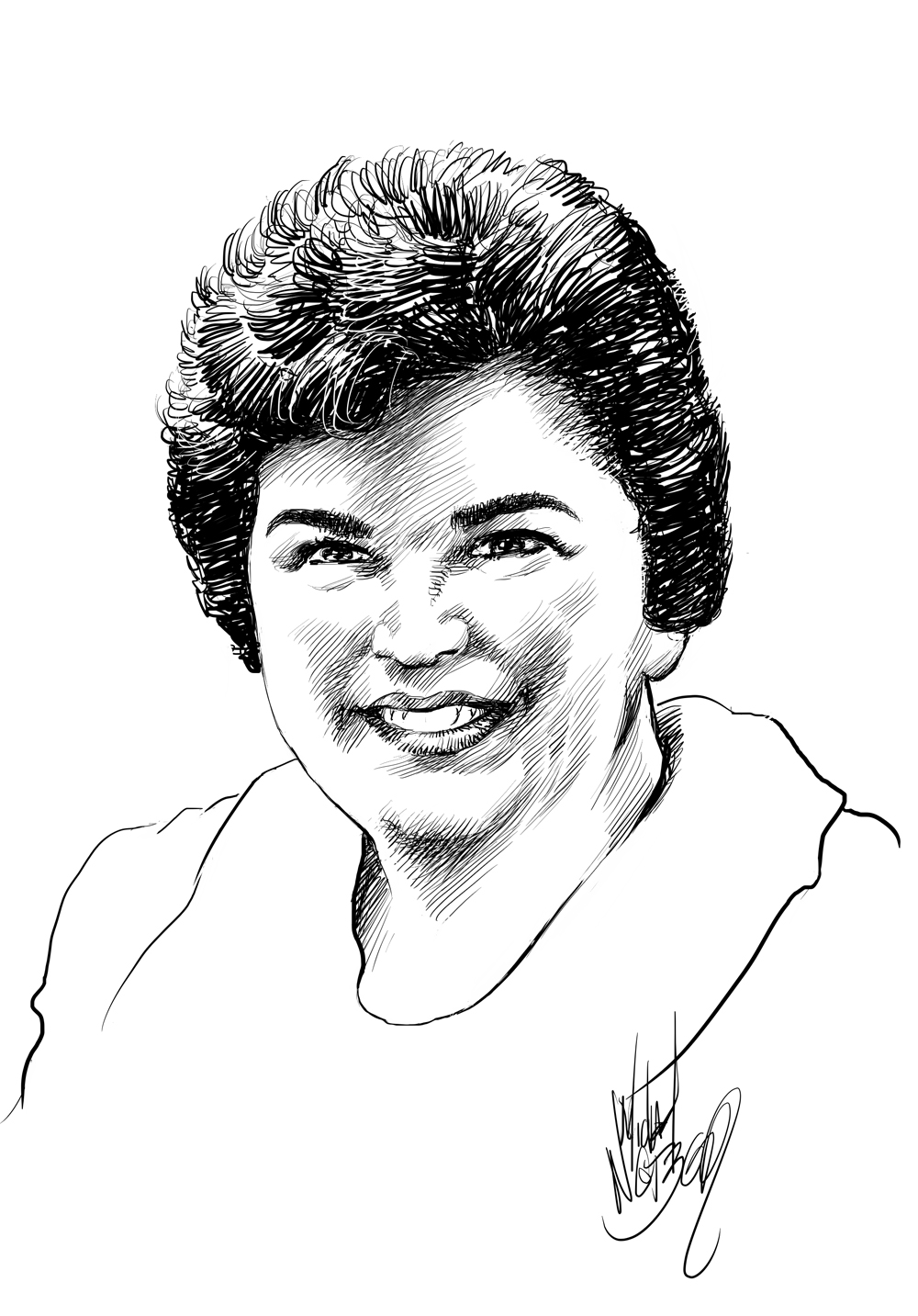
Marie Severin

Les premiers comics peuvent comporter des pages en noir et blanc, en bichromie ou en quadrichromie mais rapidement, la couleur s'impose. Les coloristes ne participent pas au processus créatif et travaillent plutôt chez les imprimeurs. Leur rôle, bien que mal considéré par les maisons d'édition, est important puisqu'ils peuvent intensifier ou affadir les éléments importants des pages. Les coloristes travaillent parfois directement chez l'éditeur. C'est le cas ainsi de Marie Severin chez EC Comics . Dans les années 1990, l'utilisation de l'ordinateur pour la mise en couleur révolutionne le métier. Des 64 couleurs permises par la quadrichromie, la palette compte d'un coup des millions de couleurs possibles. C'est cela qui en partie explique le choix des dessinateurs vedettes de Marvel dans les années 1990 de lier leur nouvelle société, Image Comics, à Malibu Comics qui est l'un des premiers éditeurs à proposer cela.  

## Diffusion et distribution

### Syndication dans les comic strips
En 1913, Moses Koenigsberg, un employé de Hearst, fonde Newspaper Feature Service, une société qui diffuse les mêmes articles à de nombreux journaux. Le succès de ce procédé qui d'un côté rentabilise un article déjà écrit et de l'autre permet aux journaux d'avoir facilement des articles à moindre coût amène Koenigsberg à fonder une autre société du même genre mais cette fois de l'adosser à l'empire Hearst. Ainsi en 1915, King Features Syndicate voit le jour. Elle diffuse les comic strips dans tous les journaux de Hearst mais aussi dans des quotidiens indépendants. Les comic strips touchent ainsi 16 000 000 de lecteurs en semaine et 25 000 000 le week-end. Bientôt d'autres sociétés sont fondées sur ce modèle et dans les années 1930, on estime qu'il y avait 130 sociétés de syndication proposant 1 600 contenus à 13 700 journaux.

#### Évolution
Le système économique du comic strip évolue peu durant des années. Le changement le plus important vient de la désaffection du public pour la presse écrite. Le nombre de journaux à partir des années 1960 diminue et limite la diffusion des strips. En 1920, 2398 journaux étaient distribués dans tout le pays ; en 2009 il n'y en a plus que 1422 alors que la population a triplé. Par ailleurs, ces séries dessinées qui étaient à l'origine un moyen pour attirer les lecteurs, voient progressivement leur place se réduire. Il y a moins de strips et l'espace dans les journaux se réduit. Enfin, comme les lecteurs s'intéressent moins aux strips, les histoires à suivre se raréfient au profit des séries humoristiques qui en quelques cases racontent une histoire complète.

### Comic books grand public

#### Ventes traditionnelles
Lorsque les premiers comics apparaissent dans les années 1930, les éditeurs doivent s'adapter au système de distribution de la presse existant et les vendeurs se retrouvent avec des objets qu'ils ne savent pas immédiatement placer pour la vente. Progressivement, les habitudes se prennent et les comics sont de mieux en mieux distribués. C'est Independent News Co. qui est la première société à rationaliser la vente car ses propriétaires, Harry Donenfeld et Jack Liebowitz, possèdent aussi à partir de 1937, National Allied Publishing, futur DC Comics. Ensuite, la Delmar News Agency agit pour que les livraisons de comics se fassent en fonction des ventes précédentes dans les points de vente. Enfin, dans les deux cas, les distributeurs travaillent aussi à augmenter le nombre de magasins vendant des comics. Ceux-ci sont très divers. Les comics se retrouvent chez les marchands de journaux mais aussi dans les épiceries, les pharmacies, les gares et toutes sortes de magasins de proximités très présents dans les petites villes américaines. Grâce à ce maillage important, puisqu'on estime qu'au début des années 1950 il existait plus de 100 000 points de vente pour la presse, les comics sont accessibles à toute la population américaine.
La disparition progressive de ces petits magasins au profit de l'essor des supermarchés limite peu à peu cet impact des comics. En effet, les grandes surfaces sont beaucoup moins intéressées par la vente de ces fascicules qui leur ramène très peu d'argent. Par ailleurs, certains revendeurs ne trouvent même plus d'intérêt économique à placer ces magazines qui prennent beaucoup de place pour un gain bien inférieur à d'autres revues plus chères. Les comics qui n'étaient pas vendus étaient à l'origine mis au pilon et les propriétaires des magasins renvoyaient les couvertures des comics non-vendus aux éditeurs pour que ceux-ci sachent combien ils leurs devaient. Comme les frais étaient supportés par les éditeurs, ceux-ci choisissent dans les années 1950 de faire confiance aux vendeurs et leurs demandent seulement une attestation du nombre de comics vendus ou détruits. Certains pouvaient donc garder dans les cartons les comics annoncer qu'ils avaient été détruit, puis les vendre sans les déclarer en gardant ainsi tout le produit de la vente. Ainsi on estime qu'en 1974, seul 1/4 des comics imprimés étaient réellement mis en vente. Comme les ventes fléchissent et les éditeurs sont amenés à augmenter régulièrement le prix de vente.

#### Direct Market
Le système de distribution est donc à bout de souffle dans les années 1970 mais heureusement, à cette époque un nouveau type de vente se met en place. En effet, en 1972, Phil Seuling propose un nouveau système de distribution appelé le Direct market avec des magasins spécialisés dans la vente de comics. Seuling propose aux éditeurs de vendre leurs comics avec un pourcentage plus élevé que celui des marchands de journaux et en échange de ne pas renvoyer les invendus. Les éditeurs sont donc certains que tous les exemplaires commandés seront payés ; ils accordent donc une meilleure rémunération au vendeur. Seuling, quant à lui compte sur la vente par correspondance pour écouler les exemplaires en trop. Un autre effet de ce système est que les éditeurs n'ont plus à se soucier de l'accord du comic code car les magasins spécialisés ne s'en soucient pas. Le système met cependant du temps pour s'imposer puisqu'en 1974, on ne compte qu'une trentaine de magasins de comics. En 1978, ils sont plus de huit cents et au milieu des années 1980 le nombre s'élève à plus de 3 000.

#### Vente et lectorat
Les comics ont longtemps connu une très grande diffusion avec des chiffres de vente atteignant le million d'exemplaires. Depuis les années 1970, les ventes diminuent.

À l'origine les comics étaient vendus par des marchands de journaux puis sont apparus et se sont développés les magasins spécialisés. De nos jours, on assiste à l'essor de la vente de comics numérisés.
Depuis l'essor des comics indépendant, les lectrices de comics, toujours moins nombreuses que les hommes, préfèrent lire ce genre de comics plutôt que ceux diffusés par les grandes maisons d'édition, comme Marvel Comics ou DC Comics qui proposent essentiellement des histoires de super-héros dans lesquels les personnages féminins sont caricaturaux, dessinés pour satisfaire les fantasmes des jeunes lecteurs.

## Publicité
La publicité occupe une part importante dans l'économie des magazines américains. Dans la première moitiè du XXe siècle, quand apparaissent les premiers comic book, elle peut représenter plus de la moitié des pages. A contrario, même si elle est présente dès les premiers comics, elle occupe alors une place très restreinte. Le premier numéro d'Action Comics ne comporte qu'une page, la quatrième de couverture, où sont présentés à la vente divers objets. Par la suite, le nombre de pages de publicités augmente mais ne dépasse pas les 10% des 64 pages des comics. Quand, les éditeurs pour maintenir le prix de vente à 10 cents, diminuent le nombre de pages, le pourcentage accordé à la publicité augmente nécessairement, alors que son nombre de pages n'évolue pas. À partir des années 1970, les publicités sont plus nombreuses jusqu'à atteindre chez Marvel 15 pages. 
Comme le lectorat des comics est surtout composé d'enfants et d'adolescents, les marques présentes sont celles qui visent cette tranche d'âge. Dans les années 1950, en exceptant les pages faisant la promotion d'autres comics du même éditeur, se retrouvent des réclames d'une part pour des jouets ou des gadgets et d'autres part pour des cours par correspondance. Une des publicités qui est le plus lié aux comics concerne justement un de ces cours. Il s'agit de la méthode de musculation de Charles Atlas qui est présente depuis des décennies. 
Parfois des super-héros sont utilisés pour faire la promotion de produits. Ainsi, l'entreprise Hostess qui produit des bonbons aux fruits a utilisé de nombreux héros de Marvel ou DC pour promouvoir ces friandises créant si nécessaire des super-vilains comme Hotshot qui combat Spider-Man ou Icemaster qui lutte contre la Torche humaine.